# Hœnheim
Hœnheim (en alsacià Heene) és un municipi francès, situat a la regió del Gran Est, al departament del Baix Rin. L'any 1999 tenia 10.726 habitants. Limita amb Reichstett (cantó de Mundolsheim), Souffelweyersheim (cantó de Mundolsheim), Niederhausbergen (cantó de Mundolsheim), La Wantzenau (cantó de Brumath), Estrasburg (barri de la Robertsau), Bischheim i Schiltigheim.
Forma part del cantó de Hœnheim, del districte d'Estrasburg i de la Strasbourg Eurométropole.

## Demografia
| 1962  | 1968  | 1975  | 1982   | 1990   | 1999   |
| ----- | ----- | ----- | ------ | ------ | ------ |
| 3.787 | 4.505 | 8.589 | 10.432 | 10.566 | 10.726 |

## Administració
| Període   | Identitat       | Partit |
| --------- | --------------- | ------ |
| 1971-1983 | André Debes     |        |
| 1983-1995 | Henri Waldert   |        |
| 1995-2008 | André Schneider |        |
| 2008-     | Vincent Debes   | UMP    |